# استخراج روغن زیتون
استخراج روغن زیتون، فرایند خارج کردن روغن موجود در شفت زیتون است که تحت عنوان روغن زیتون شناخته می‌شود. روغن زیتون در سلول‌های میان بر تولید شده و در یک نوع واکوئل خاص به نام لیپو ذخیره می‌شود، یعنی هر سلول شامل قطرات ریز روغن زیتون است.
استخراج روغن زیتون فرایند جداسازی روغن زیتون از سایر محتویات میوه (مایع عصاره گیاهی و مواد جامد) است.
برای انجام این جداسازی می‌توان به تنهایی از ابزار فیزیکی استفاده کرد. به عنوان مثال آب و روغن در هم مخلوط نمی‌شوند، بنابراین آن‌ها تقریباً آسان جدا می‌شوند؛ که این با روغن‌های دیگر است که با حلال‌های شیمیایی مانند هگزان استخراج می‌شوند، متفاوت است.
عملیات اول استخراج روغن زیتون، شستن زیتون‌ها است که به منظور کاهش آلودگی‌ها در خاک صورت می‌گیرد و می‌تواند باعث ایجاد طعمی خاص به نام طعم خاک شود.

## دستگاه‌های پرس زیتون

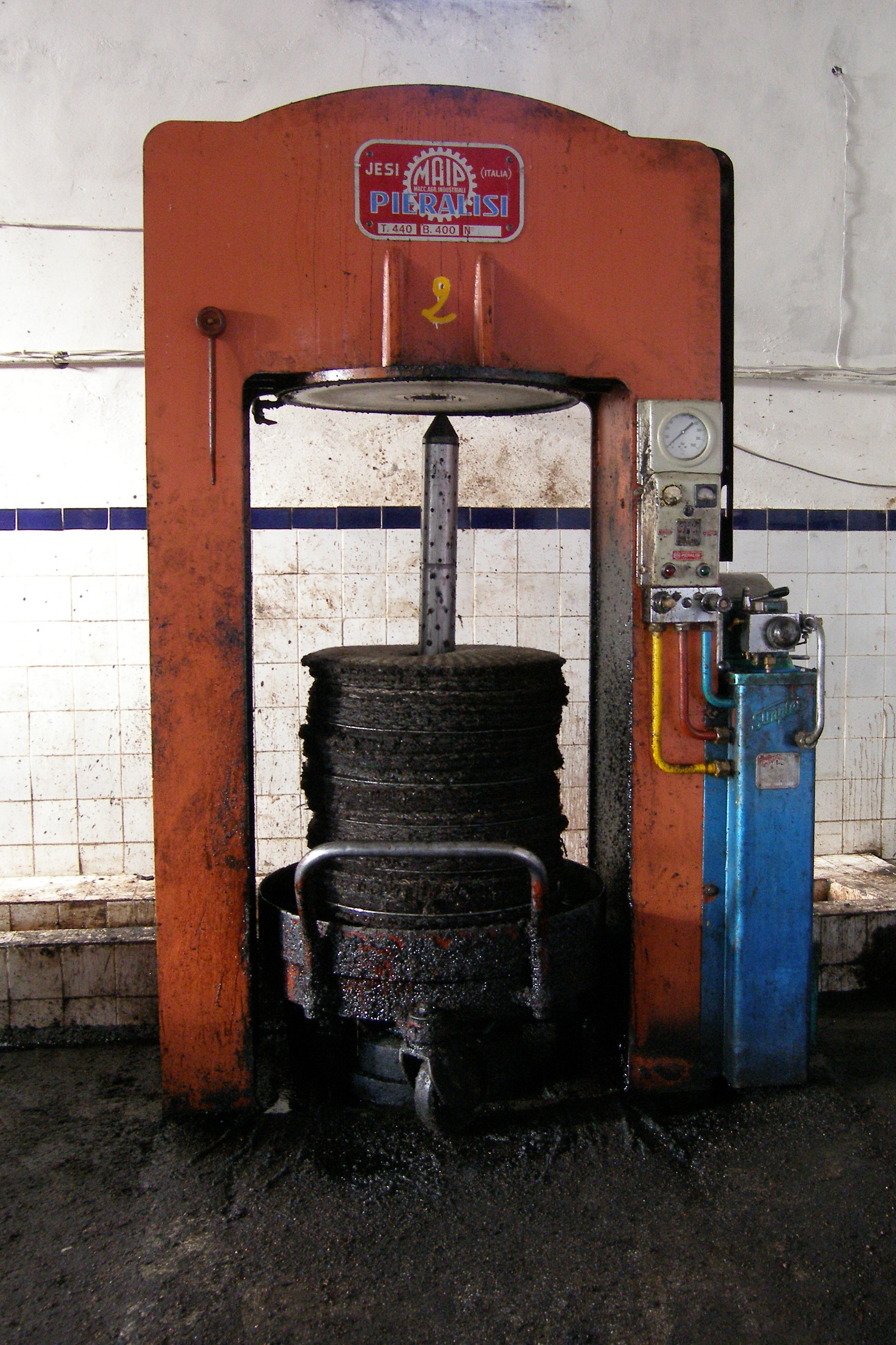
نمونه یک دستگاه پرس زیتون.

بیش از ۵۰۰۰ سال پیش که یونانی‌ها برای اولین بار شروع به پرس کردن زیتون‌ها کردند، مردم از پرس (فشار دادن زیتون) استفاده کرده‌اند. دستگاه‌های پرس زیتون رومی هنوز هم در عصر امروز وجود دارد، که دارای مجموعه‌ای قابل توجه در شهر والیوبیلیس مراکش است.
دستگاه پرس زیتون به وسیله اعمال فشار برای تولید خمیر زیتون و جدا کردن روغن و آب پوشش گیاه از مواد جامد، کار می‌کند. روغن و آب پوشش گیاه، توسط روش استاندارد دکانتاسیون جدا می‌شود.
این روش اولیه امروزه هم به‌طور گسترده مورد استفاده قرار می‌گیرد و یک روش خوب و معتبر برای تولید روغن زیتون با کیفیت بالا حساب می‌آید به شرطی که احتیاطات مناسب صورت گرفته شود.
در کارخانه روغن، ابتدا زیتون‌ها به وسیله سنگ‌های آسیاب بزرگ تبدیل به خمیر زیتون می‌شوند. خمیر زیتون به مدت ۳۰–۴۰ دقیقه زیر سنگها می‌ماند که این کار به ۳ دلیل است:
۱- اطمینان حاصل شود که زیتون‌ها آسیاب خواهند شد.
۲- زمان کافی برای پیوستن قطره‌های زیتون به هم و تبدیل به قطرات بزرگ روغن را فراهم می‌کند.
۳- بعضی از عطر و طعم‌های روغن بر اثر آنزیم‌های میوه تولید می‌شود.
کارخانه‌های تولید روغن زیتون، بسیار به ندرت از روش خرد کردن و له کردن جدید با پرس سنتی استفاده می‌کنند.
پس از آسیاب کردن و له کردن، خمیر زیتون بر روی دیسک‌های فیبری گسترده و پخش می‌شود، که در بالای همدیگر چیده شده‌اند، سپس در دستگاه پرس قرار داده می‌شوند. به‌طور سنتی دیسکها از کنف یا فیبر نارگیل ساخته شده‌است، اما امروزه آن‌ها از الیاف مصنوعی که راحت‌تر و تمیز نگهداری می‌شوند، ساخته می‌شود.
این دیسک‌ها پس از آنکه در یک پیستون هیدرولیکی قرار داده می‌شود، به شکل توده در می‌آید. فشار بر روی دیسک‌ها وارد می‌شود، در نتیجه فاز جامد خمیر زیتون فشرده می‌شود و فاز مایع (روغن و آب پوشش گیاه) صاف می‌شود. فشار هیدرولیکی اعمال شده تا ۴۰۰ اتمسفر هم می‌تواند برسد. به منظور آسان شدن جداسازی فازهای مایع، آب به پایین اطراف دیسک برای افزایش سرعت صاف کردن می‌رود. سپس مایعات به وسیله فرایند استاندارد دکانتاسیون یا به وسیله سانترفیوژ عمودی سریع از هم جدا می‌شوند.
روش سنتی می‌تواند یک روش خوب برای تولید روغن زیتون با کیفیت بالا باشد، به شرطی که بعد از هر استخراج دیسک‌ها به درستی از باقی‌مانده‌های خمیر، تمیز و پاک شوند و گرنه خمیر باقی‌مانده شروع به تخمیر می‌کند و در نتیجه طعم‌های نامطلوب و بد که نقص ایجاد می‌کند، تولید می‌شود که متعاقباً روغن زیتون تولید شده را آلوده می‌کند. یک مشکل مشابه دیگر اثر گذاشتن بر روی سنگهای آسیاب است که برای اطمینان داشتن از کیفیت عالی نیاز به تمیز کردن بعد از هر بار استفاده است.

## مزایا و معایب
تمیز کردن مناسب و صحیح باعث تولید روغن با کیفیت بالا می‌شود. سنگ‌های آسیاب، از زمان طراحی آن در باستان یک روش مناسب برای خرد کردن و آسیاب کردن زیتون‌ها بوده، زیرا این روش باعث شکسته شدن قسمت گوشتی میوه شده در حالی که تنها کمی از میوه و پوست در تماس قرار می‌گیرند؛ که این کار باعث کاهش آزاد سازی آنزیم‌های اکسیدکننده روغن موجود در این اندام‌ها می‌شود. علاوه بر این در این روش استخراج، افزایش آب در مقایسه با روش مدرن حداقل است، در نتیجه باعث کاهش شستشو پلی فنول‌ها می‌شود. خمیر خارج شده که تفاله نامیده می‌شود، مقدار کمی آب دارد که باعث می‌شود تفاله آسان تر مدیریت و کنترل می‌شود.

### مزایای استفاده
۱- آسیاب کردن هر چه بهتر و خوب زیتون‌ها، باعث کاهش آزاد سازی آنزیم‌های اکسیدکننده می‌شود.
۲- کاهش آب اضافی به منظور جلوگیری از کاهش شستشوی پلی فنول‌ها.
۳- تفاله با مقدار کم‌آب، آسان‌تر کنترل می‌شود.

### معایب
۱- تمیز کردن دشوار و مشکل است.
۲- فرایند غیر مداوم طی زمانی که انجام می‌شود، باعث می‌شود که خمیر زیتون در معرض نور و اکسیژن قرار بگیرد.
۳- نیاز به کار دستی زیاد دارد.
۴- زمان تولید از برداشت تا پرس کردن، طولانی است.

## دستگاه سانتریفیوژ و دکانتر
در روش‌های نوین استحصال روغن زیتون، جداسازی کلیه فازها توسط دستگاه‌های صنعتی سانترفیوژ و دکانتر صورت می‌گیرد.
در این روش روغن زیتون آنقدر له و خرد می‌شود تا به صورت خمیری نرم در آید، این عملیات توسط آسیاب چکشی، صفحه‌ای، ماشین‌های هسته گیر یا آسیاب تیغه‌ای انجام می‌شود سپس این خمیر به مدت ۳۰–۶۰ دقیقه مخلوط می‌شود تا قطعات ریز زیتون به صورت توده در آید.
بوی روغن زیتون هم در این دو مرحله توسط عملکرد آنزیم‌های میوه بدست می‌آید. سپس این خمیرها به درون دکانترهای صنعتی یعنی جایی که فازها از هم جدا می‌شوند پمپ می‌شود در این مرحله آب به عنوان تسریع‌کننده عملیات به خمیر اضافه می‌شود.
دکانتر دستگاه سانتریفیوژ افقی با ظرفیت بسیار بالایی است که به‌طور متوسط ۳۰۰۰ دور در دقیقه می‌چرخد. این نیروی عظیم گریز از مرکز ایجاد شده باعث می‌شود که قسمت‌های مختلف زیتون بسته به چگالیشان جامد> آب روغن > روغن جداسازی شوند.
درون این صافی مخروطی لوله‌ای مارپیچی قرار دارد که با سرعتی کمتر از سرعت دستگاه اصلی می‌چرخد و این چرخش باعث انتقال مواد جامد به بیرون می‌شود.
روغن جدا شده و مخلوط آب زیتون دوباره به درون دستگاه گریز از مرکز عمودی بازمی‌گردد. این دستگاه با سرعت (6000 RPM) می‌تواند مقادیر کوچک آب و زیتون مانده در روغن را جدا کند.

## دکانترهای ۲ و ۲/۵ و ۳ مرحله‌ای
با دکانتر روغنی ۳ مرحله‌ای بخشی از پلی فنول روغنی شسته می‌شود به خاطر اینکه مقدار بالای آب افزودنی (در مقایسه با روش سنتی)، مقدار بیشتری از آب گیاهی را تولید می‌کند که نیازمند تصفیه است.
دکانتر روغنی ۲ مرحله‌ای به عنوان تلاشی برای راه حل مسئله ایجاد می‌شود. بخش خطر آفرین استخراج، قابلیت افزودن مقدار کمتر آب است که منجر به کاهش شستن فنول می‌شود. خمیر زیتون در ۲ فاز جدا می‌شود: روغن و تفاله مرطوب. این نوع دکانتر به جای اینکه ۳ خروجی داشته باشد (روغن، آب و مواد جامد) فقط ۲ خروجی دارد. آب به وسیله دکانتر مارپیچی به همراه تفاله تخلیه می‌شود که منتهج به تفاله مرطوب می‌شود که نسبت به پروسه صنعتی خیلی سخت‌تر است. بخش عمده‌ای از تسهیلات در نظر گرفته شده برای تفاله استخراج شده روغن را نمی‌توان استفاده کرد زیرا که هزینه‌های انرژی خشک کردن تفاله برای استخراج روغن هگزان اغلب منجر به این می‌شود که پروسه استخراج مقرون به صرفه نباشد؛ بنابراین در عمل، دو مرحله دکانتر مسئله شکستن فنول را حل می‌کند ولی بر مدیریت پسماند مشکل ایجاد می‌کند. با این وجود، این مشکل مدیریت پسماند از طریق گردآوری این تفاله‌های مرطوب و حمل آن به ظروف مخصوص که معروف به استخراج‌کننده است نگهداری می‌شود و این تفاله‌ها را در دمای ۴۵ و ۵۰ درجه سانتی گراد گرم نگه می‌دارند و می‌توانند با تنظیم دکانترهای ۲ مرحله‌ای بیش از ۲ لیتر روغن از ۱۰۰ کیلو تفاله استخراج کنند.
دکانتر روغنی ۲/۵ مرحله‌ای عبارتست از یک پروسه تطبیقی از ترکیب ۲ دکانتر قبلی. این دکانتر ۲/۵ مرحله‌ای خمیر زیتون را به ۳ مرحله استاندارد تفکیک می‌کند اما یک نیاز کمی به افزودن آب دارد و خارج کردن آب سبزی کمتر از آن؛ بنابراین حجم آب بدست آمده از تفاله به استاندارد دکانتر ۳ مرحله‌ای خیلی نزدیک است و خروجی آب گیاهی نسبتاً کم است و مسئله مدیریت پسماند را به حداقل می‌رساند.

## مزایا و معایب

### مزایا
۱- ماشین آلات و تجهیزات فشرده: تنها یک دکانتر مورد نیاز می‌باشد.
۲- به‌طور خودکار و مداوم
۳- نیروی کار کمتری نیاز است
۴- بالاترین درصد استخراج روغن
۵- دفع آب سبزی مشکل کمتری ایجاد می‌کند.
۶- روغن زیتون بدست آمده از سیستم‌های سانترفیوژی ۲ فازی که شامل فنول بیشتر، توکوفرول، ترانس ۲-هگزنال و همه ترکیبات معطر است و همچنین این روغن از روغن‌های بدست آمده از سیستم‌های ۳ فازی و پرس هیدرولیکی در برابر اکسیداسیون مقاومتر است.

### معایب
۱- گران‌قیمت
۲- به تکنیکهای آزمایشگاهی بیشتری نیاز است
۳- مصرف بالای انرژی
۴- تفاله ممکن است به صورت مرطوب بماند
۵- دفع شدن مقدار بیشتری از آب سبزی
۶- به خاطر آب افزوده شده، آنتی اکسیدان کاهش می‌یابد
۷- فرسوده شدن دستگاه از سنگ و شن ریزه‌ها

## روش سینولا
برای استخراج روغن از زیتون‌ها روش سینولا در سال ۱۹۷۲ معرفی شد. در این فرایند ردیفهایی از دیسکها یا بشقاب‌هایی فلزی در خمیر آغشته شد. روغن ترجیحاً مرطوب در یک فرایند مداوم به تیغه‌های فلزی چسبیده و همراه با تراش دادن ماده روغن گرفته می‌شود. این پایه براساس اختلاف کشش سطحی آب سبزی و روغن به وجود می‌آید. این رفتارهای فیزیکی متفاوت به روغن زیتون اجازه می‌دهد تا به پلاک فلزی بچسبد، در حالی که ۲ فاز دیگر پشت سرشان باقی مانده‌است (یعنی روغن خارج می‌شود).
در روش سینولا چند صد تا پلاک استیلی به‌طور مداوم در خمیر کار می‌کند بنابراین روغن زیتون استخراج می‌شود. در نتیجه این پروسه کاملاً مؤثر نیست و مقدار زیادی از روغن‌هایی که در خمیر می‌باشد را باقی می‌گذارد، در نتیجه خمیر باقی‌مانده باید در پروسه معین و به روش مدرن فرایندگیری شود (دکانتر صنعتی).

## مزایا و معایب

### مزایا
۱- مقدار پلی فنول بیشتر در روغن
۲- روش آن در درجه حرارت پایین است
۳- خودکار
۴- نیروی کار کم
۵- نیازی به جداسازی آب / روغن نیست
۶- انرژی کمی مورد نیاز است

### معایب
۱- اغلب اوقات باید با یکی از روش‌های بالا به منظور به حداکثر رساندن استخراج روغن ترکیب شده باشد که این کار یا امر مستلزم به فضا و نیروی کار بیشتر است.
۲- ناحیه‌هایی با سطوح بزرگ باعث می‌شود اکسیداسیون محصولات روغن سریع تر صورت گیرد.
۳- فروش اینگونه ماشین آلات در حال حاضر در اتحادیه اروپا به دلیل مشکلی که در تمیز کردن سطوح بزرگ این ناحیه‌ها وجود دارد، غیرقانونی است.

## پرس سرد- استخراج سرد
بسیاری از روغن‌ها با استخراج سرد یا پرس سرد به بازار عرضه می‌شوند، این توصیف نامی است که روغن در آن دما بدست آمده است.
در اتحادیه اروپا، این استانداردها (استانداردهای بازاریابی) توسط ماده ۵ کمیسیون مقررات (EC) شماره ۲۰۰۲/۱۰۱۹، ۱۳ ژوئن ۲۰۰۲ برای روغن زیتون تنظیم شد. این بند (یا ماده) بیان می‌کند که به منظور استفاده از این نام‌گذاریها (پرس سرد- استخراج سرد)، تولیدکنندگان روغن زیتون بایستی ثابت کنند دمای مالش دادن و استخراج کردن زیر ۲۷ درجه سانتی گراد (۸۰ درجه فارنهایت) بوده‌است.
دمای مالش دادن و استخراج بسیار مهم است زیرا بر کیفیت روغن زیتون اثر می‌گذارد. وقتی دمای بالا استفاده می‌شود بیشتر رایحه‌های فرار از دست می‌رود و میزان اکسیداسیون روغن افزایش می‌یابد بنابراین کیفیت تولیدی روغن‌ها پایین‌تر است. علاوه بر این محتویات شیمیایی شامل پلی فنول‌ها، آنتی اکسیدان‌ها و ویتامین‌های موجود در روغن با درجه حرارت بالا کاهش می‌یابد. دما را اساساً با کنترل کردن دمای آبی که در این ۲ مرحله اضافه می‌شود، تنظیم می‌کنند. درجه حرارت‌های بالا باعث می‌شود عملکرد روغن بدست آمده از خمیر افزایش می‌یابد.

## تنظیمات جایگزین
بعضی از تولیدکنندگان به منظور به حداکثر رساندن کیفیت محصولشان، اقدام به ترکیب کردن روش آسیاب سنتی، آسیاب سنگی همراه با یک دکانتر مدرن کردند. این تکنیک تولید، بیشتر زیتون‌های انتخابی را آسیاب می‌کند، زمان مالش دادن خمیر زیتون را کاهش می‌دهد و از تمیز کردن پیچیده صفحات فیبری پرس زیتون جلوگیری می‌کند. از آنجایی که استفاده از آسیاب سنگی نیاز به بارگیری و مرحله تخلیه کردن دارد این روش استخراج ناپیوسته است. یعنی زمان‌هایی وجود دارد که کلیه ماشین آلات خاموش شوند بنابراین به‌طور عمومی این روش برای تولیدات تجاری مقیاس بزرگ کاربرد ندارد و این روش تنها برای تولیدکنندگان مقیاس کم که روغن با کیفیت تولید می‌کنند مفید و کاربردی است.

## نکات مورد نظر مصرف‌کنندگان
در صورت انجام اندازه‌گیری‌های دقیق روغن زیتون با کیفیت بالا از طریق مختلف بدست می‌آید. کیفیت روغن زیتون بدست آمده علاوه بر روش استحصال به کیفیت زیتون و فاصله زمانی بین برداشت و عملیات روغن‌گیری بستگی دارد.
۲ عامل اساسی در پایین آمدن کیفیت روغن، اکسیژن و نور می‌باشد. از آنجایی که عملیات اکسیداسیون بلا فاصله پس از برداشت شروع می‌شود زیتون باید در مدت ۲۴ ساعت اولیه خرد شده باشد. در فاصله بین برداشت و خرد شدن، آنزیم‌ها آنقدر فعال هستند که می‌توانند باعث پایین آوردن کیفیت روغن شوند.
بنابراین روغنی که بعد از مدت زمان طولانی استحصال شود به علت وجود مقادیر زیاد اولئیک اسید کیفیت پایین‌تر خواهد داشت. به علاوه اگر اکسیژن اضافی در طی عملیات به خمیر زیتون وارد شود میزان اسیدیته روغن افزایش پیدا می‌کند. روش‌های استحصال محافظت شده بهترین روش برای جلوگیری از ورود ممتد اکسیژن و نور به درون روغن زیتون بدست آمده شفاف نخواهد بود. انبار کردن روغن زیتون غیر شفاف در سیلوهای از جنس استینلس استیل که قسمت انتهایی آن‌ها حالت مخروطی داشته و اکسیژن داخل آن خارج شده‌است، در دمای پایین بسیار متداول است.
بدین وسیله می‌توان از کامل شدن فرایند تصفیه و جداسازی بعلاوه تسریع عملیات انتهایی روغن کشی و ثبات و انسجام روغن بدست آمده اطمینان حاصل کنیم.

## چشم اندازه آینده
در آینده به منظور بالا بردن کیفیت روغن بدست آمده باید تلاش کرد نکات منفی موجود در متدهای فعلی را حذف کرد:
۱- کاهش اکسیداسیون توسط ورود به مراحل مخلوط کردن و انجام عملیات استحصال در محیط کنترل شده نیتروژن
۲- خارج کردن هسته زیتون قبل از خرد شدن، به منظور کاهش آزاد سازی آنزیم‌های اکسیدکننده موجود در هسته و تولید تفاله عاری از پس مانده چوبی (مناسب برای غذای حیوانات)
۳- کاهش آب اضافی به منظور جلوگیری از کاهش شستشوی پلی فنول‌ها
۴- ارتقا روش سینولا و افزایش جذب سطحی روغن، کاهش نیاز به استفاده از روش‌های استاندارد استحصال روغن

## درجات تجاری روغن
همه محصولات با تبدیل شدن میوه زیتون به خمیر زیتون در اثر خرد کردن یا با فشار دادن آغاز می‌شود. خمیر سپس مالش داده می‌شود (به آرامی گردانده یا مختلط می‌شود) و اجازه می‌دهد قطرات میکروسکوپی روغن انباشته شود. روغن سپس از ماده آبدار و خمیر میوه با استفاده از پرس (روش سنتی) یا سانترفیوژ (روش مدرن) جدا می‌شود. پس از استخراج باقی‌مانده ماده جامد که تفاله نام دارد دارای مقدار بسیار کمی روغن می‌باشد.
درجات استخراج روغن از میوه زیتون به صورت‌های زیر طبقه‌بندی می‌شوند:
۱- ویرجین یا بکر بدین معنی است که روغن با استفاده از ابزارهای مکانیکی تولید شده‌است نه با تیمارهای شیمیایی. واژه روغن بکر با توجه به روش تولید شامل ۲ نوع از محصولات، روغن زیتون بکر و روغن زیتون فوق‌العاده خالص، بسته به کیفیت آن (توضیح در ادامه).
۲- روغن لامپانت (یا لمپانت)، روغن زیتون استخراج شده با خالص سازی (مکانیکی)، این روش برای مواد غذایی مناسب نمی‌باشد. لامپانت یک کلمه ایتالیایی است به خاطر اینکه در گذشته از این روغن جهت سوزاندن برای روشنایی لامپ استفاده می‌شود. روغن لامپانت می‌تواند برای اهداف صنعتی یا تصفیه شده به صورت خوراکی مصرف شود.
۳- روغن تصفیه شده، روغنی است که با استفاده از روش‌های شیمیایی، طعم قوی آن (که به عنوان یک نقص شناخته شده‌است) و اسیدهای موجود در آن (اسیدهای چرب آزاد) خنثی می‌شود. روغن زیتون بکر (شامل درجه‌های روغن زیتون فوق‌العاده خالص و روغن زیتون خالص) بنابراین نمی‌تواند هیچ مقدار روغن تصفیه بشود.
۴- تفاله روغن زیتون به معنی استخراج روغن از تفاله با استفاده از حلال، عمدتاً هگزان و توسط گرما.
در کشورهایی استانداردهای بین‌المللی روغن زیتون را می‌چسبانند و به علاوه استرالیا و تحت داوطلبانه USDA. استانداردهای برچسب گذاری شده در ایالت متحده آمریکا:
۱- روغن زیتون فوق‌العاده خالص، فقط از تولید روغن بکر و با کیفیت بالا بدست می‌آید. از جمله دیگر چیزها شامل مقدار کم ۰٫۸٪ اسیدهای آزاد و به عنوان یک روغن دارای مزه عالی قضاوت می‌شود. روغن زیتون فوق‌العاده بکر در بسیاری از کشورها تنها ۱۰٪ تولید کل روغن را شامل می‌شود، در کشورهای مدیترانه‌ای این درصدها به مراتب بیشتر است (یونان ۸۰٪- ایتالیا ۶۵٪- اسپانیا ۳۰٪).
۲- روغن زیتون خالص، فقط از روغن خالص بدست آمده است، اما از کیفیت کمی پایین‌تر همراه با اسیدیته آزاد تا ۱٫۵٪ و به عنوان یک روغن دارای یک مزه خوب قضاوت می‌شود.
۳-روغن زیتون تصفیه شده، از روغن زیتون بدست آمده از روغنهای زیتون بکر با روش‌های تصفیه که منجر به تغییر در ساختار گلیسرید اولیه نمی‌شود آن است یک اسیدیته آزاد که بیان‌کننده اسید اولئیک است و از ۰/۳ گرم در ۱۰۰ گرم بیشتر نیست (۰/۳٪) و ویژگی‌های دیگری که در این کاتالوگ هستند با استاندارد مطابقت می‌کند. این تصفیه کردن که از روغن‌های زیتون بکر بدست می‌آید دارای سطح اسیدیته بالایی است و / یا عیب حسی است که بعد از تصفیه برطرف می‌شود.
توجه داشته باشید که هیچ حلالی در استخراج روغن را استفاده نمی‌شود، اما می‌توان آن را با استفاده از زغال چوب و دیگر فیلترهای شیمیایی و فیزیکی تصفیه کرد. روغن‌هایی که دارای برچسب روغن زیتون خالص یا روغن زیتون هستند عمدتاً روغن زیتون تصفیه شده هستند به همراه با مقدار کمی روغن بکر تا محصول طعم بگیرد.
۴)روغن تفاله زیتون، اغلب تفاله تصفیه شده زیتون است که با مقداری روغن خام همراه شده‌است، مناسب برای مصرف است اما ممکن است به راحتی آن را روغن زیتون نامید. عطر و طعم آن خنثی تر از روغن زیتون خالص و بکر است. اما کارشناسان آن را غیرمتداول می‌دانند. هر چند ترکیب چربی این روغن همانند روغن زیتون عادی است و فواید مشابه دارد. همچنین این روغن دارای نقطه دود بالا است و در نتیجه به‌طور گسترده در رستوران‌ها استفاده می‌شود و در بعضی از کشورها نیز در خانه پخته (یا طبخ) می‌شود.